# Salle des Cotonniers
La salle des Cotonniers est une salle de sport située à Rouen dans le quartier Saint-Sever. Elle a une capacité de 1 304 places assises ce qui en faisait l'une des salles les plus petites de Pro B. De nombreux travaux d'aménagement ont eu lieu afin d'accueillir des rencontres de basket de haut-niveau.
Le club de basket-ball du SPO Rouen y joue. En raison de sa faible capacité, le club évolue au Palais des sports de Rouen depuis l'automne 2012 mais continue de s'entraîner régulièrement dans cette salle[réf. souhaitée].

## Accès
- Transports en commun de Rouen : ce site est accessible par la station de métro Saint-Sever.
- En voiture : accès sur autoroute A13 : sortie Rouen
- En train : gare de Rouen
- En avion : aéroport de Rouen Vallée de Seine